# Dichochrysa eumorpha
Dichochrysa eumorpha là một loài côn trùng trong họ Chrysopidae thuộc bộ Neuroptera. Loài này được C.-k. Yang et al. miêu tả năm 1999.